# チープ・スリル
『チープ・スリル』（Cheap Thrills）は、コロムビア・レコードから1968年8月12日に発売された、アメリカのロックバンド、ビッグ・ブラザー・アンド・ザ・ホールディング・カンパニーの2枚目のスタジオ・アルバム。『チープ・スリル』は、リードシンガーのジャニス・ジョプリンがソロ活動のためにバンドを離れる前の最後のアルバムとなった。プロデューサーのジョン・サイモンは、ライブ・アルバムのような印象を与えるために聴衆の雑音を録音したが、多くのリスナーがこれを誤解した。唯一、「ボール・アンド・チェイン」のみが1968年3月8日のフィルモア・イーストのグランドオープニングのコンサートでライブ録音された。
『チープ・スリル』は批評面でも商業面でも成功し、ビルボード・トップLPチャートで間に2位を挟んで合計8週間1位を獲得した。2007年、『チープ・スリル』はグラミーの殿堂入りを果たした。ローリング・ストーン誌はこのアルバムを、2003年の歴代最高のアルバム500選の338位に位置付けた。2020年のリストでは372位に変更された。

## 来歴
ビッグ・ブラザーはモントレー・ポップ・フェスティバルでの1967年の演奏をうけて大きな注目を集め、すぐにデビュー・アルバムをリリースした。それに続く『チープ・スリル』は大きな成功をおさめ、1968年に間に2位を挟んで8週間でチャート1位に留まった。コロムビア・レコードはバンドにニューアルバムのレコーディング契約をオファーしたが、メインストリーム・レコードとの契約解除に数か月を要した。このアルバムに3曲のカバー曲（「サマータイム」、「心のカケラ」、「ボール・アンド・チェイン」）が収録されている。「ふたりだけで」冒頭のバンド紹介でビル・グラハムの声を聞くことができる。アルバム全体の生々しいサウンドは、バンドのエネルギッシュで活気に満ちたコンサートの雰囲気を効果的に捉えている。このLPはステレオとモノラルの両方のフォーマットでリリースされ、オリジナルのモノラル盤は現在では希少なコレクターズ・アイテムとなっている。このアルバムは1970年代初頭に4チャンネル・フォーマットでのリリースが検討され、2002年に「心のカケラ」の1分38秒のエンディングが含まれたソニーのマルチチャンネル SACDとしてリリースされた。オリジナルの4チャンネル・ミックスは未発表である。

## アートワークとタイトル
バンドによるジャケットのオリジナルデザインであるメンバーが全裸でベッドに居る写真がコロムビア・レコードに拒否されたので、ジャケット絵はアンダーグラウンド・コミックス作家のロバート・クラムによって描かれた。クラムは当初、ジャケット裏面に自分の作品を描き、表面にはジャニス・ジョプリンのポートレイトを配するつもりだった。しかしながら、クラムの大ファンであるジョプリンが、コロムビアに対してクラムの作品を表面にするように要求した。このジャケットは、ローリング・ストーン誌の歴代最高のアルバムカバー100の9位に位置付けられている。クラムは後に表紙のプリントの販売を許可し、その一部には販売前にサインもした。
コロムビア・レコードのアートディレクター、ジョン・バーグは、「[ジャニス・]ジョプリンが依頼し、彼女は『チープ・スリルズ』をオフィスの私に直接届けてくれました。R・クラムには一切変化がありませんでした。彼は『コロムビアの汚い金は要らない』と言って、報酬を拒否しました」と述べている。
少なくとも初期の版の1つには、ターバンを巻いた男性の吹き出しの中に「HARRY KIRSHNER! (D. GETZ)」という文字がかすかに見えており、これは最終シーンから削除された曲を指していると思われる。代わりに「ART: R. CRUMB」という文字が使われている。
アルバムのタイトルは当初『Sex, Dope and Cheap Thrills』になる予定だったが、コロムビア・レコードによって却下された。
このアートワークのパロディが2012年にリリースされたロード・オブ・アシッドのアルバム『Deep Chills』のカバーに使用された。

## 発売と評価
『チープ・スリル』は、ビッグ・ブラザーのデビューアルバムの一年後である1968年の夏に発売され、10月8日の週にはビルボード誌のトップLPチャートで1位を獲得した。シングル「心のカケラ」が大ヒットとなる中、アルバムは合計8週間1位を獲得した。同年の終わりには、『チープ・スリル』は1968年のもっとも成功したアルバムとなり、100万枚近くを売り上げた。しかしながら、ジョプリンがソロ活動のために1968年12月にグループを脱退したためにこの成功は短命に終わった。
当初アルバムに収録される予定だったアウトテイクは、ジョプリンのコンピレーション・アルバム『白鳥の歌』（ビッグ・ブラザーのオリジナルの楽器演奏が1983年のスタジオミュージシャンによるものに置き換えられ、バンドメンバーの怒りを買った）や、オリジナルのスタジオ録音とライブ音源全曲を収録したコンピレーション・ボックスセット『ジャニス』などに収録されている。『チープ・スリル』の1999年の再発版では、「フラワー・イン・ザ・サン」と「ロードブロック」のアウトテイクと、「マジック・オブ・ラヴ」と「キャッチ・ミー・ダディ」のライブ音源がボーナストラックとして収録されている。2018年、コロムビアは『チープ・スリル』セッションからのアウトテイクとその他の音源を集めた Sex, Dope & Cheap Thrills をリリースした。

### 批評家の反応
| 専門評論家によるレビュー      | 専門評論家によるレビュー |
| 懐古的レビュー                | 懐古的レビュー           |
| レビュー・スコア              | レビュー・スコア         |
| 出典                          | 評価                     |
| ----------------------------- | ------------------------ |
| AllMusic                      | [ 5 ]                    |
| Encyclopedia of Popular Music | [ 12 ]                   |
| Entertainment Weekly          | A−                       |
| Q                             | [ 14 ]                   |
| The Rolling Stone Album Guide | [ 15 ]                   |

当時の批評では、ローリング・ストーン誌のジョン・ハーディンは『チープ・スリル』を「このレコードは、1) 良く制作された良質なロックンロールの録音ではない。2) ジャニス・ジョプリンの最高潮で最も激しい瞬間の録音ではない。3) 昨年発売された主流のレコードよりも優れているわけではない」と酷評した。
ロバート・クリストガウはエスクァイア誌の自分のコラムでこれよりは熱中しており、このアルバムをビッグ・ブラザーの「最初のまともな努力」と呼び、「ジャニスの声をうまく表現しているだけでなく、常に過小評価され、常に成長を続ける彼女のミュージシャンたちに正義を与えている」と評した。彼はジャズ＆ポップ誌の批評家投票でこのアルバムを1968年の3番目に優れたアルバムに選んだ。
2000年台の回顧的レビューでは、AllMusicのウィリアム・ルールマンは『チープ・スリル』をジョプリンの「最高の瞬間」と称賛し、「（今日では）音楽のタイムカプセルのように聞こえ、ロック界で最も特徴的な歌手の一人を紹介する場であり続けている」と述べた。
エンターテインメント・ウィークリー誌のマーク・ワインガーテンは本作をブルースロックの最高峰と呼び、『ローリング・ストーン・アルバム・ガイド』（2004年）の中でポール・エヴァンスは、このアルバムを「その混沌とした疑似サイケデリックな栄光のすべてにおいて」アシッド・ロックの典型だと評している。『チープ・スリル』はローリング・ストーン誌の「史上最高のアルバム500選」で338位にランクインし、2020年版で372位にランクインしている。同誌は1987年の「過去20年間で最高の100枚のアルバム」リストで50位にランクインさせている。また、『死ぬ前に聴くべき1001枚のアルバム』にも収録されている。2013年3月22日、このアルバムはアメリカ議会図書館によって「文化的、歴史的、または美的に重要である」と判断され、2012年の登録のために全米録音資料登録簿に保存された。このアルバムは『ピッチフォーク』によって1960年代のベストアルバムの163位に選ばれた。

## 収録曲
| #  | タイトル             | 作詞・作曲                                                               | 原題                   | 時間 |
| -- | -------------------- | ------------------------------------------------------------------------ | ---------------------- | ---- |
| 1. | 「ふたりだけで」     | サム・アンドリュー                                                       | Combination of the Two | 5:47 |
| 2. | 「愛する人が欲しい」 | アンドリュー、ジャニス・ジョプリン                                       | I Need a Man to Love   | 4:54 |
| 3. | 「サマータイム」     | ジョージ・ガーシュウィン、アイラ・ガーシュウィン、デュボーズ・ヘイワード | Summertime             | 4:01 |
| 4. | 「心のカケラ」       | バート・バーンズ、ジェリー・ラゴヴォイ                                   | Piece of My Heart      | 4:15 |

| #  | タイトル                     | 作詞・作曲                                                                             | 原題           | 時間 |
| -- | ---------------------------- | -------------------------------------------------------------------------------------- | -------------- | ---- |
| 5. | 「タートル・ブルース」       | ジョプリン                                                                             | Turtle Blues   | 4:22 |
| 6. | 「オー、スウィート・マリー」 | ピーター・アルビン、アンドリュー、デヴィッド・ゲッツ、ジェイムズ・ガーリー、ジョプリン | Oh, Sweet Mary | 4:16 |
| 7. | 「ボール・アンド・チェイン」 | ビッグ・ママ・ソーントン                                                               | Ball and Chain | 9:02 |

| #   | タイトル                                                                               | 作詞・作曲                                           | 原題              | 時間 |
| --- | -------------------------------------------------------------------------------------- | ---------------------------------------------------- | ----------------- | ---- |
| 8.  | 「ロードブロック」(スタジオアウトテイク)                                               | ジョプリン・アルビン                                 | Roadblock         | 5:31 |
| 9.  | 「フラワー・イン・ザ・サン」(スタジオアウトテイク)                                     | アンドリュー                                         | Flower in the Sun | 3:04 |
| 10. | 「キャッチ・ミー・ダディ」(1968年3月2日、デトロイトのグランド・ボールルームでのライブ) | アルビン、アンドリュー、ゲッツ、ガーリー、ジョプリン | Catch Me Daddy    | 5:32 |
| 11. | 「マジック・オブ・ラヴ」(1968年3月2日、デトロイトのグランド・ボールルームでのライブ)   | マーク・スポールストラ                               | Magic of Love     | 3:58 |

## パーソネル
ビッグ・ブラザー・アンド・ザ・ホールディング・カンパニー
- ジャニス・ジョプリン – ボーカル
- サム・アンドリュー（英語版） –  ギター、ベース（2）、ボーカル
- ジェイムズ・ガーリー（英語版） – ギター
- ピーター・アルビン – ベース、リードギター（2)、リードアコースティックギター（5）
- デイヴ・ゲッツ – ドラムス

その他
- ジョン・サイモン – ピアノ、プロデューサー
- ヴィク・アネシーニ – マスタリング、ミキシング
- ニコラス・ベネット – 包装マネージャー
- スティーヴン・バーコウィッツ – A&R
- フレッド・カテーロ（英語版） – エンジニア
- ジョン・バーン・クック – ライナーノーツ
- ロバート・クラム – カバーアート
- デヴィッド・ディラー – エンジニア
- マーク・フェルドマン – プロジェクト・ディレクター
- デヴィッド・ガー（英語版） – 写真撮影
- ダイアナ・リード・ヘイグD – ディジタル編集、ミキシング
- ジェリー・ホックマン – エンジニア
- ボブ・アーウィン – プロデューサー、再発版プロデューサー
- エリオット・ランディ（英語版） – 写真撮影、見開き写真
- ジム・マーシャル（英語版） – 写真撮影
- パッティ・マセニー – A&R
- エリオット・メイザー（英語版） – プロデューサー、ミキシング、アシスタントプロデューサー
- ネイサン・ローゼンバーグ – ディジタル編集
- ロイ・シーガル – エンジニア
- スメイ・ヴィジョン – アート・ディレクター
- トーマス・ウィーア – 写真撮影、裏表紙
- ジェン・ワイラー – 編集、マスタリング、アセンブリー、オーサリング

## チャート順位
| チャート（1968年） | 最高順位 |
| ------------------ | -------- |
| Billboard Top LPs  | 1        |

## 認証
| 国/地域                    | 認定        | 認定/売上数 |
| -------------------------- | ----------- | ----------- |
| アメリカ合衆国 (RIAA)      | 2× Platinum | 2,000,000^  |
| ^ 認定のみに基づく出荷枚数 |             |             |